# Brangas getus
Espèce
Brangas getus est une espèce de papillons de la sous-famille des Theclinae (famille des Lycaenidae).

## Dénomination
Brangas getus a été décrit par Johan Christian Fabricius en 1787 sous le nom de Papilio getus.
Synonymes : Papilio pelops Stoll, [1781] ; Atlides getus.

### Nom vernaculaire
Brangas getus se nomme Bright Brangas en anglais.

## Description
Brangas getus est un petit papillon dont les pattes et les antennes sont annelées de noir et de blanc et qui possède une longue et fine queue à chaque aile postérieure.
Le dessus est de couleur bleu métallisé.
Le revers est de couleur ocre avec une partie basale rouge, orné de points blancs en ligne postdiscale discontinue et dans la partie basale rouge.

## Écologie et distribution
Brangas  getus est présent en Amérique centrale dont Costa Rica et Panama, à Trinité-et-Tobago, au Brésil, au Surinam, en Guyana et en Guyane,,.

### Protection
Pas de statut de protection particulier.

## Systématique
Le nom valide complet (avec auteur) de ce taxon est Thecla getus (Fabricius, 1787).
L'espèce a été initialement classée dans le genre Papilio sous le protonyme Papilio getus Fabricius, 1787.
Thecla getus a pour synonymes :
- Brangas getus (Fabricius, 1787)
- Papilio getus Fabricius, 1787
- Papilio pelops Cramer, 1782